# Deklica veka
Deklica veka je slovenska ljudska pravljica, ki jo uvrščamo v književno zvrst epike ali proze. Izšla je v knjigi z naslovom Slovenske narodne pravljice, urednika Alojzija Bolharja. 
Obravnavana pravljica je del ljudskega slovstva in zato pomembna za slovensko kulturno dediščino. S svojim poučnim sporočilom (dobrota je sirota), pomembno vpliva na slovensko mladinsko književnost, saj se lahko otroci iz takšnih in podobnih besedil veliko naučijo.  

## Vsebina
Deklica je pometala in našla krajcar. Za ta krajcar je kupila piskrc in je šla jagode nabirat. Tam jo je zajela noč. Deklica je prekucnila piskrček in zlezla vanj, da bi prenočevala. Kmalu je prifrčala muha in prosila, ali sme pod streho.
Deklica pravi: »Kar sentr pojdi, zate bo že še kaj kraja.« Komaj je muha notri, prileze žabica, potrka in vpraša: »Kdo je tam notri?«
Deklica pravi: »Jaz, sirota deklica in muha pobrculja.«
Tudi žabica prosi za streho, deklica pa jo povabi: »No, pa pridi še ti sentr, se bomo že stisnile!«
Potem priskače še zajček, potrka in vpraša: »Kdo je tam notri?«
»Jaz, sirota deklica, muha pobrculja in žabica pokrculja!« Zajec prosi: »Ali daste še meni malo prostora?«
»Kar skoči sentr, bo nam pa topleje!« Pozneje pride še lisica: »Kdo je tam notri?« »Jaz, sirota deklica, muha pobrculja, žabica pokrculja in zajec — novi hlapec!«
»Bo pa še zame kak kotiček,« pravi lisica in se zmuzne noter.
Ponoči pricota še medved in vpraša: »Kdo je tam notri?«
»Jaz, sirota deklica, muha pobrculja, žabica pokrculja, zajec — novi hlapec in lisica pridna deklica!«
Medved pa nič ne prosi, marveč se kar baše noter.
Toda piskrček poči, deklica pa veka.

## Analiza pravljice
Pravljica pripoveduje o deklici, ki je med pometanjem našla krajcar. Z njim je kupila piskrček in odšla nabirat jagode. Ker pa jo je med nabiranjem zajela noč, ji ni preostalo drugega kot to, da piskrček prekucne in prenoči v njem. Kmalu za tem je k njej priletela muha pobrculja in deklico prosila, če jo vzame pod streho. Ta jo je sprejela. Komaj dobro sta se namestili, že spet je nekaj potrkalo. Bila je žabica pokrculja. Zanimalo jo je kdo je pod piskrčkom in deklica ji je odgovorila. Tudi ona je prosila za streho nad glavo in tudi njo je deklica povabila notri. Tako sta kasneje z istim razlogom prišla še zajec – novi hlapec in lisica pridna deklica. Ponoči pa je kot zadnji k njim prišel medved in prav tako vprašal kdo vse je pod piskčkom. Ko je dobil odgovor se je brez prošnje začel basati v majhen piskrček. Tako je ta počil, deklica pa je začela vekati. 

### Književni liki
Glavni: deklica, piskrček

Stranski: muha pobrculja, žabica pokrculja, zajec – novi hlapec, lisica pridna deklica, medved

### Književni (dogajalni) čas
Noč (ni omenjeno, kdaj je deklica pometala, našla krajcar, kupila piskrček in odšla nabirat jagode, osrednje dogajanje pa se odvija ponoči).

### Književni (dogajalni) kraj
Neznan (predvidevamo lahko, da se osrednja zgodba dogaja v gozdu, kjer rastejo jagode in živijo omenjene živali), piskrček.

### Tema
Bivanjska (pravljica opisuje trnutni bivanjski položaj deklice in živali).

### Motivi
Deklica, krajcar, piskrček, jagode, noč, muha pobrculja, žabica pokrculja, zajec – novi hlapec, lisica pridna deklica, medved,…

### Pripovedovalec
Tretjeosebni, vsevedni. Pogost je tudi dvogovor med deklico in živaljo, ki jo ogovori. 

### Nauk besedila
Dobrota je sirota!!!

## Značilnosti ljudskega slovstva v povezavi z obravnavano pravljico
- Anonimnost: Avtor pravljice ni znan in ni pomemben.
- Ustno izročilo: Pravljica se je prenašala iz roda v rod preko ustnega izročila.
- Kraj dogajanja ni natančno določen: Predvidevamo lahko, da se osrednje dogajanje odvija v gozdu, čeprav ni to nikjer natančno zapisano.
- Pomanjševalnice: Deklica, piskrček, žabica, zajček,…
- Okrasni pridevki: Sirota deklica, novi hlapec,…
- Arhaizmi: Piskrc, sentr, veka,…
- Čudežna dejanja: V tako majhen piskrček se naenkrat zatečejo deklica, muha, žabica, zajec in lisica.
- Živali s človeškimi lastnostmi: Živali lahko govorijo.
- Nastopajoči nimajo imen: Deklica, muha, žabica, zajec, lisic], medved.

## Liki
- Deklica (oseba) je glavni lik v pravljici. Je prijazna, dobrosrčna pa tudi nekoliko naivna. Zaradi svoje dobrote na koncu ostane objokana brez piskrčka.

- Živali (muha pobrculja, žabica pokrculja, zajec – novi hlapec, lisica pridna deklica) (personificirane živali) pridejo k deklici s prošnjo, da bi jih sprejela k sebi (pod piskrček). Prva jo prosi za zavetje muha, nato pa še žabica, zajec, lisica in medved.

- Medved (personificirana žival) je za razliko od ostalih živali nevljuden, deklice ničesar ne prosi, ampak se kar takoj začne basati v piskrček, ki pa je premajhen za vse, zato poči.

- Piskrček (predmet) je lonec, ki ga je deklica kupila z najdenim krajcarjem. Ta ji v gozdu, ko jo dohiti noč, nudi prenočišče.

## Interpretacija dela po teoriji Vladimirja J. Proppa

### Funkcije likov
Junak prejme čudežno sredstvo
Deklica, ki po teoriji Vladimirja J. Proppa predstavlja junaka, na začetku zgodbe prejme čudežno sredstvo – piskrček. Ta pa ima čudežno lastnost – velikost. Kljub svoji majhnosti, lahko nudi prenočišče deklici, muhi, žabici, zajcu in lisici. Propp v svojem delu]Morfologija pravljice čudežna sredstva razdeli na živali, predmete (iz katerih se pojavijo čudežni pripomočki), predmete (ki imajo čudežno lastnost) in lastnosti (ki jih junak prejme neposredno). V primeru obravnavanega besedila, pripada piskrček kot čudežno sredstvo predmetom, ki imajo čudežno lastnost. Prav tako pa loči tudi oblike prejema tega čudežnega sredstva. V našem primeru deklica piskrček (čudežno sredstvo) kupi s krajcarjem, ki ga najde med pometanjem. Tako spada v četrto kategorijo prejema čudežnega sredstva, ki pravi sredstvo se proda in kupi.

### Razporejanje funkcij med like
- Junak je deklica, ki pod svojo streho sprejme že znane živali.
- Škodljivec je medved, saj nič ne prosi, ampak se kar baše v piskrček, dokler ta ne poči.

## Motivno - tematske povezave

### Vsebinska podobnost z Mojco Pokrajculjo
Mojca Pokrajculja je slovenska ljudska pravljica.
- podobnosti in razlike:

Obe pravljici opisujeta deklico (ženski lik), ki med pometanjem najde krajcar, za katerega si kupi piskrček. Deklica se vanj zateče, ker jo preseneti noč, Mojca pa se vanj namerno naseli. K obema ponoči pridejo živali. K Mojci lisica, volk, medved, zajček in jelen, k deklici pa namesto volka in jelena muha in žabica]. Deklica od živali ne zahteva ničesar, Mojca pa v zameno za prenočišče zahteva plačilo. Osrednja zgodba Pokajculje je daljša, kot pri Deklici veka, kjer te sploh ni. Mojca na koncu zgodbe ostane sama, deklica pa brez piskrčka.

### Motivna podobnost z Mili
Mili je pravljica pisateljice Ragnhild Scamell.
- motiv pretirane dobrote (deklica, ovčka)

Glavna lika v obeh pravljicah pomagata živalim. Deklica jih sprejme k sebi pod piskrček, ovčka (Mili) pa jim razda svoj kožušček. Tako na koncu deklica ostane brez piskrčka, ovčka pa brez svojega toplega kožuščka.
- motiv nudenja prenočišča (deklica živalim, babica ovčki)

V obeh zgodbah zasledimo motiv nudenja prenočišča živalim, saj v prvi deklica nudi prenočišče že znanim živalim, v drugi pa babica ponudi prenočišče prezebli ovčki.